# Шілхаха
Шілхаха (д/н — бл. 1800 до н. е.) — суккуль-мах (верховний володар) Еламу близько 1830—1800 роках до н. е.

## Життєпис
Син сункіра Епарті II. За життя батька він був суккулем (намісником) Суз. Близько 1830 року до н. е. спадкував владу. Негайно оголосив себе суккуль-махом. На честь цього низка дослідників навіть саму династію часто називають не Епартіди, а Суккуль-махи. Разом з тим суккуль-мах з огляду на прямий переклад — верховний пророк — мала також релігійне наповнення. Тож ймовірно Шілхаха був царем-жрецем.
Провів адміністративну реформу, призначивши в провідні міста намісників, які тепер звалися не ішшакку, а суккаль. Таким чином, титул самого Шілхахі був тотожнім титулу верховний цар або цар царів. Впровадив закон, відповідного до якого старший брат верховного царя був його спадкоємецем. На цей час ставав суккалем Еламу і Симашкі. В цьому відношенні Еламська правителі виступали як продовжувачі династії Симашкі. Третьою особою став суккаль (або ларрус) Суз. Ним був зазвичай старший син верховного володаря. Він в свою чергу ставав спадкоємцем суккаля Еламу і Симашкі.
Завдяки цьому відбулося управлінське зміцнення держави та залагоджено принцип спадковості. Для контролю над адміністративним апаратом і молодшими царями Шілхаха часто об'їжджав підвладні землі. Молодші царі перебували постійно в своїх резиденціях.
Відомого, що небіж суккуль-маха Шілхаху — Аттахушу — став суккалем суз, оскільки Шілхаха не мав власного сина. До кінця його панування ймовірно помер його брат (ім'я невідоме), внаслідок чого Аттахушу став спадкоємцем трону. Посаду суккаля суз обійняв його брат Ширукдух. 
Активно розбудовував столицю своєї держави Сузи, які за Шілхахи остаточно закріпилися в цьому статусі. Він наказав звести храми головного бога Іншушинака, богині місяця Наххунте, бога води Напіра, богині перемоги Нарунді. також зміцнив брами міста та звів величну вежу. В центральному ринку наказав поставити «пам'ятний камінь справедливості», який вказував фіксовані ціни на основні товари, необхідні людям.
На момент смерті Шілхахи близько 1800 року до н. е. Аттахушу помер, тому владу спадкував Ширукдух.